# José Emilio Cervera Cardona
José Emilio Cervera Cardona (Massamagrell, 17 de març de 1949) és un polític valencià, diputat al Parlament Europeu i conseller de la Generalitat Valenciana

## Biografia
Milità al Centro Democrático y Social (CDS) d'Adolfo Suárez, partit amb el qual fou elegit diputat a les eleccions al Parlament Europeu de 1987. Fou membre de la delegació per a les relacions amb els països del Màixriq (Egipte, Jordània, Líban, Síria) del Parlament Europeu. Posteriorment abandonà el CDS per a ingressar en el Partit Popular. El 1995 el president de la Generalitat valenciana Eduardo Zaplana el va nomenar sotssecretari per a la Modernització de les Administracions Públiques fins a 1999, quan fou nomenat conseller de Sanitat, càrrec que ocupà durant 10 mesos i del que fou destituït el 23 de maig de 2000 a causa de l'escàndol Orangeville, una empresa d'informàtica regentada per la seva esposa i que contractava amb Tissat, empresa participada per la Generalitat Valenciana i de la que n'era directiu.
El 2009 fou nomenat conseller de la Caixa d'Estalvis del Mediterrani.